# Biegi narciarskie na Zimowych Igrzyskach Olimpijskich 1964 – sztafeta mężczyzn
Bieg sztafetowy mężczyzn podczas Zimowych Igrzysk Olimpijskich 1964 w Innsbrucku został rozegrany 8 lutego. Wzięło w nim udział 60 zawodników z piętnastu krajów. Mistrzostwo olimpijskie w tej konkurencji wywalczyła reprezentacja Szwecji w składzie: Karl-Åke Asph, Sixten Jernberg, Janne Stefansson i Assar Rönnlund. 

## Wyniki
| Pozycja | Kraj                                                                             | Czas                                      | Strata   |
| ------- | -------------------------------------------------------------------------------- | ----------------------------------------- | -------- |
|         | Szwecja · Karl-Åke Asph · Sixten Jernberg · Janne Stefansson · Assar Rönnlund    | 2:18:34,6 35:14,2 35:00,0 34:16,8 34:03,6 | -        |
|         | Finlandia · Väinö Huhtala · Arto Tiainen · Kalevi Laurila · Eero Mäntyranta      | 2:18:42,4 34:52,8 35:37,6 34:01,4 34:10,6 | +7,8     |
|         | ZSRR · Iwan Utrobin · Giennadij Waganow · Igor Woronczichin · Pawieł Kołczin     | 2:18:46,9 34:58,7 34:42,8 34:18,0 34:47,4 | +12,3    |
| 4.      | Norwegia · Magnar Lundemo · Erling Steineide · Einar Østby · Harald Grønningen   | 2:19:11,9 35:04,8 34:48,3 34:19,8 34:59,0 | +37,3    |
| 5.      | Włochy · Giuseppe Steiner · Marcello de Dorigo · Giulio Deflorian · Franco Nones | 2:21:16,8 35:36,2 34:28,2 35:57,5 35:14,9 | +2:42,2  |
| 6.      | Francja · Victor Arbez · Félix Mathieu · Roger Pires · Paul Romand               | 2:26:31,4 36:30,1 36:08,9 35:46,6 38:05,8 | +7:56,8  |
| 7.      | Niemcy · Heinz Seidel · Helmut Weidlich · Enno Röder · Walter Demel              | 2:26:34,4 38:00,6 36:49,4 36:43,3 35:01,1 | +7:59,8  |
| 8.      | Polska · Józef Gut-Misiaga · Tadeusz Jankowski · Edward Budny · Józef Rysula     | 2:27:27,0 37:46,4 37:06,3 36:25,6 36:08,7 | +8:52,4  |
| 9.      | Szwajcaria · Konrad Hischier · Alois Kälin · Franz Kälin · Hans Sigfrid Oberer   | 2:31:52,8 37:32,7 37:05,1 38:18,3 38:56,7 | +13:18,2 |
| 10.     | Japonia · Hidezo Takahashi · Kazuo Sato · Tatsuo Kitamura · Chogoro Yahata       | 2:32:05,5 38:02,0 37:18,4 37:18,1 39:27,0 | +13:30,9 |
| 11.     | Austria · Günther Rieger · Hansjörg Farbmacher · Anton Kogler · Andreas Janc     | 2:34:48,9 39:05,8 39:11,0 38:47,0 37:45,1 | +16:14,3 |
| 12.     | Jugosławia · Roman Seljak · Mirko Bavče · Janko Kobentar · Cveto Pavčič          | 2:37:30,6 39:43,1 39:38,5 38:27,4         | +18:56,0 |
| 13.     | Stany Zjednoczone · Mike Gallagher · Mike Elliott · Jim Shea · John Bower        | 2:39:17,3 39:48,7 39:27,6 39:45,8 40:15,2 | +20:42,9 |
| 14.     | Wielka Brytania · John Moore · John Dent · David Rees · Roderick Tuck            | 2:42:55,8 39:46,0 41:26,5 41:50,7 39:52,6 | +24:21,2 |
| 15.     | Kanada · Donald MacLeod · Martti Rautio · Eric Luoma · Franz Portmann            | 2:44:29,1 41:07,2 41:23,1 42:58,8 39:00,0 | +25:53,5 |